# Fenn – Hong Kong Pfui
Fenn – Hong Kong Pfui (engl. Hong Kong Phooey, in der deutschen Neufassung Hong Kong Fu) ist eine Zeichentrickserie des Hanna-Barbera-Studios aus dem Jahr 1974. Hong Kong Pfui steht als hündischer Meisterdetektiv, dem alles misslingt, in der Tradition der Superheldenparodien wie Inspektor Clouseau und Inspector Gadget. Er tauchte später als Mitglied der Scooby Doobies auf, einer Superheldentruppe mit anderen Hanna-Barbera-Figuren wie Captain Caveman und Dynomutt, dem Wunderhund. Weitere Auftritte hatte er in der Serie Duck Dodgers.

## Handlung
Fenn (Penrod „Penry“ Pooch im Original) arbeitet als Hausmeister in einem Polizeirevier in Hongkong; wenn jedoch Not am Mann ist, verwandelt er sich in den Karate-Helden Hong Kong Pfui. Sein Assistent dabei ist der Kater Spot, der ihn stets aus dem Schrank retten muss, in den er sich bei seiner Verwandlung eingeklemmt hat. Mit seinem Nachschlagewerk (Kung-Fu-Buch oder Hong-Kong-Buch) und dem Phooey-Mobil, das dem Fahrzeug des Fred Feuerstein ähnelt, sich aber ebenfalls verwandeln kann, geht es auf Verbrecherjagd.
Weitere Hauptfiguren sind die erotische, blonde Telefonistin des Reviers Rosemary sowie der Polizeibeamte Sergeant Flint („Sarge“).
Fenn wird nie als Superheld enttarnt und schreibt sich selbst immer den Erfolg bei der Verbrecherjagd zu, obwohl es meistens der Kater ist, der die Weichen dazu gestellt hat.

## Produktion und Veröffentlichung
Die Serie wurde 1974 bis 1976 von den Hanna-Barbera-Studios produziert. Regie führte Charles A. Nichols. Der Sender ABC strahlte die Serie vom 7. September 1974 bis zum 4. September 1976 in den USA aus. Die Folgen erschienen auch auf DVD.
Die Erstausstrahlung in Deutschland fand vom 22. April 1976 an im ZDF statt. Es wurden für das ZDF zunächst nur 13 der 16 Folgen ins Deutsche übertragen. Erst 1988 sendete der Privatsender SAT.1 die restlichen drei Episoden in deutscher Erstausstrahlung. Etwa zwanzig Jahre nach der Erstausstrahlung wurde der Ton der Serie neu überarbeitet, in dieser Fassung trägt die Serie den Titel Hong Kong Fu und Fenn den englischen Vornamen Penry. Es folgten Ausstrahlungen in den 1990ern  durch ProSieben, den Kabelkanal sowie RTL 2, und zuletzt von 2006 bis 2014 bei Boomerang. Die Serie wurde unter anderem auch ins Französische und Polnische übersetzt.

## Synchronisation
| Rolle               | Englischer Sprecher | Deutscher Sprecher                                  |
| ------------------- | ------------------- | --------------------------------------------------- |
| Hong Kong Pfui/Fenn | Scatman Crothers    | Michael Rüth                                        |
| Rosemary            | Kathy Gori          | Helen von Münchhofen                                |
| Sergeant Flint      | Joe E. Ross         | Ben Hecker (Folge 1–13) Wolfgang Hess (Folge 14–16) |
| Spot                | Don Messick         | Sven Dahlem                                         |